# 브레이디 엘리슨
브레이디 리 엘리슨(영어: Brady Lee Ellison, 영어 발음: /ˈbɹeɪ̯d.i ˈɛl.ᵻs.ən/, 1988년 10월 27일~)은 미국의 양궁 선수이다. 올림픽에 5회(2008, 2012, 2016, 2020, 2024) 참가했으며 은메달 3개와 동메달 2개를 획득했다. 또한 세계 양궁 선수권 대회에서 금메달 2개, 은메달 2개, 동메달 2개를 획득했으며 2011년 8월부터 2013년 4월까지 세계 랭킹 1위 자리를 지켰다.

## 경력
애리조나주 글렌데일 출신인 엘리슨은 2006년에 미국 양궁 국가대표로 발탁되었다. 
2008년 하계 올림픽 개인전과 단체전에 출전했고 예선에서 탈락했다. 그 후 미국 양궁 대표팀의 감독을 맡고 있던 대한민국 출신 이기식 감독의 지도를 받으며 기량이 성장하여 2010년부터 세계랭킹 1위에 올랐으며, 2011년 세계 선수권 개인전에서 대한민국의 김우진과 오진혁에 이어 3위에 올랐다. 이에 따라 그는 '한국 킬러'라 불리며 2012년 하계 올림픽에서 대한민국 선수들을 위협할 가장 강력한 선수 중 하나로 꼽혔다.
2012년 하계 올림픽 양궁 준결승에서 대한민국과 맞붙었고 대한민국팀을 꺾고 결승전에 진출했다. 그리고 결승전에서는 이탈리아에 져 은메달을 획득했다. 개인전에서는 32강전에서 탈락했으며 2016년 하계 올림픽에서 단체전 은메달,  개인전 동메달을 획득했다.
2020년 하계 올림픽 남자 개인전에 출전하였으나 준결승전에서 터키의 메테 가조즈 선수에게 패하며 탈락했다. 2024년 하계 올림픽에서는 케이시 코프홀드와 함께 혼성 단체전에서 동메달을 획득했으며, 남자 개인전에서는 준결승에서 대한민국의 김제덕을 6대 0으로 이기고 결승전에 진출했으나, 당시 세계 랭킹 2위 김우진에 슛오프에서 4.9mm 차이로 패배하며 은메달을 획득했다.

## 개인사
엘리슨은 5살에 레그-칼베-페르테스 병에 걸려 다리 보호대를 착용하기도 했으며 17살에 하시모토 갑상선염에 걸려 활 시위를 잡아 당기는 주요 손가락(드로잉 핸드)에 신경통이 발생했다. 그는 2016년 하계 올림픽을 앞두고 무릎에 이상이 생겼고, 활 시위를 잡아 당기는 주요 손가락(드로잉 핸드)에도 통증이 있는 상황에서 올림픽에 출전했다. 통증으로 인해 양궁 선수 경력 마감을 고려했으나 2018년 아내의 고향 슬로베니아에 있는 기(氣)치료사를 찾아가 통증을 치료할 수 있었다.
2016년 4월 슬로베니아의 양궁 선수 토야 체르네와 결혼하였으며 2020년 11월 첫째 아들 타이 쿠퍼 엘리슨(영어: Ty Cooper Ellison)이 태어났다.
엘리슨은 미국의 TV 쇼 《호기심 해결사》에 출연하여 고대 그리스의 '화살 기관총'(현대 기관총과 비슷한 방식으로 화살을 발사할 수 있는 신화 속의 무기)을 테스트하기도 했다.

## 기록

### 월드컵
- 2010 에든버러 개인전
- 2011 이스탄불 개인전
- 2012 도쿄 단체전
- 2014 로잔 개인전
- 2016 오덴세 개인전
- 2019 모스크바 개인전
- 2012 도쿄 개인전
- 2017 로마 개인전
- 2021 양크턴 개인전
- 2013 파리 개인전
- 2018 삼순 개인전